# Cyrtogrammomma monticola
Cyrtogrammomma monticola là một loài nhện trong họ Barychelidae. Loài này phân bố ờ Guyana.